# Watertoren (Dordrecht)
In 1882 werd aan de Noordendijk de eerste watertoren van de stad Dordrecht (provincie Zuid-Holland) gebouwd. Het is de op een na oudste watertoren van Nederland. De toren heeft een kasteelachtig uiterlijk en is ontworpen door de Dordtse stadsarchitect J.A. van der Kloes. De watertoren heeft een hoogte van 33 meter en een waterreservoir van 500 m3. De vierkante bakstenen torens bevatten destijds machinistenwoningen bestemd voor het personeel van het waterleidingbedrijf ter huisvesting.
In 1938 werd de watertoren aangepast en moesten de hoektorentjes van de watertoren deels wijken wegens verbouwingen aan het waterreservoir.
De toren was onderdeel van een waterfabriek van de Dordtse drinkwatervoorziening. Op het terrein werd rivierwater gezuiverd in open zandfilterbassins. De machines stonden in de watertoren; daar was ook een laboratorium dat de waterkwaliteit controleerde met forellen die tegen de stroom in zwommen. De watertoren verloor zijn oorspronkelijke functie in 1965.
De watertoren en het voormalige pompgebouw uit 1941-1942 hebben de status van rijksmonument.
In 2002 maakte de gemeente Dordrecht nieuwe plannen voor het verouderde Eneco-terrein waar de watertoren staat. Dit leidde in 2006 tot een restauratie van de watertoren en het pompgebouw en een herinrichting van de omgeving. Rondom het complex werd een deel van het Wantij weer opengegraven. De totale kosten bedroegen 6 miljoen euro.
Sinds 2007 is in de watertoren en het naastgelegen pompgebouw een hotel-restaurant gevestigd genaamd Villa Augustus. Rond de watertoren is een moestuin aangelegd waaruit het restaurant put voor het maken van seizoensgebonden maaltijden. De uitbaters van Villa Augustus hebben eerder Hotel New York (Rotterdam) opgezet in het voormalige directiegebouw van de Holland-Amerika Lijn. Ook dit gebouw is een rijksmonument.
In 2008 ontvingen de eigenaren van het complex de jaarlijkse watertorenprijs van de Nederlandse Watertoren Stichting. De jury was van mening dat met de restauratie een solide en duurzame oplossing is gecreëerd die ten goede komt aan de uitstraling van het gebied.

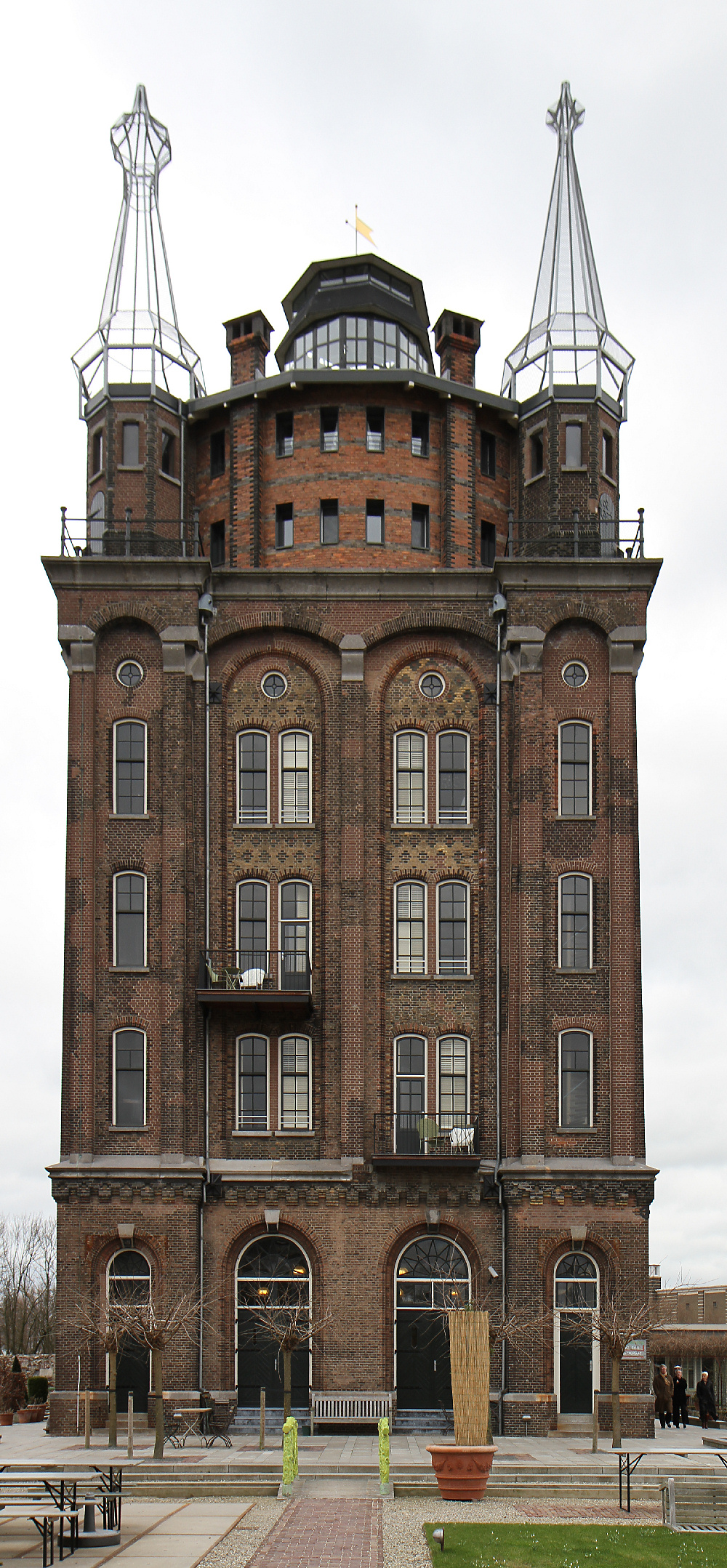
Vooraanzicht
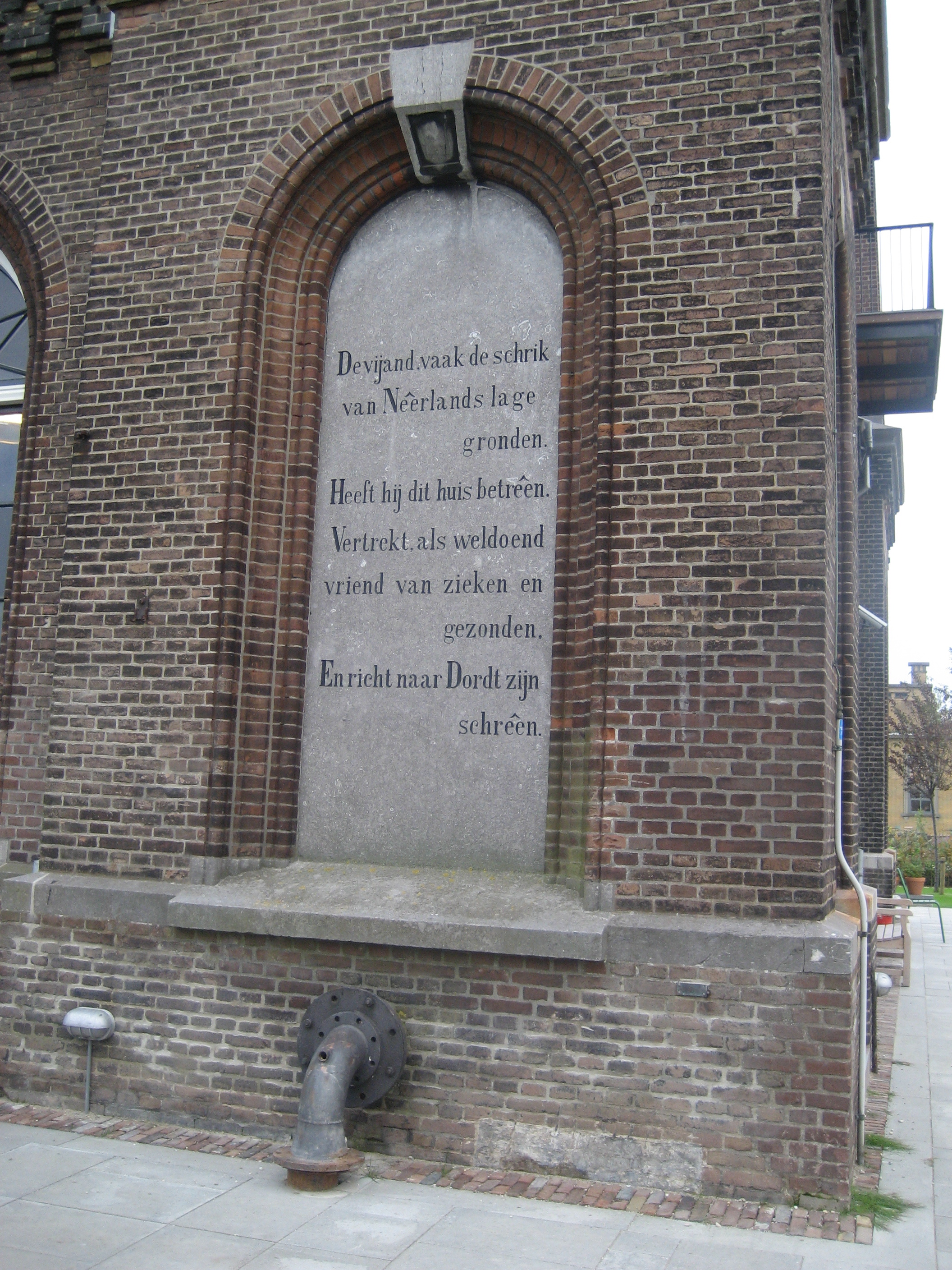
Spreuk op de oude watertoren
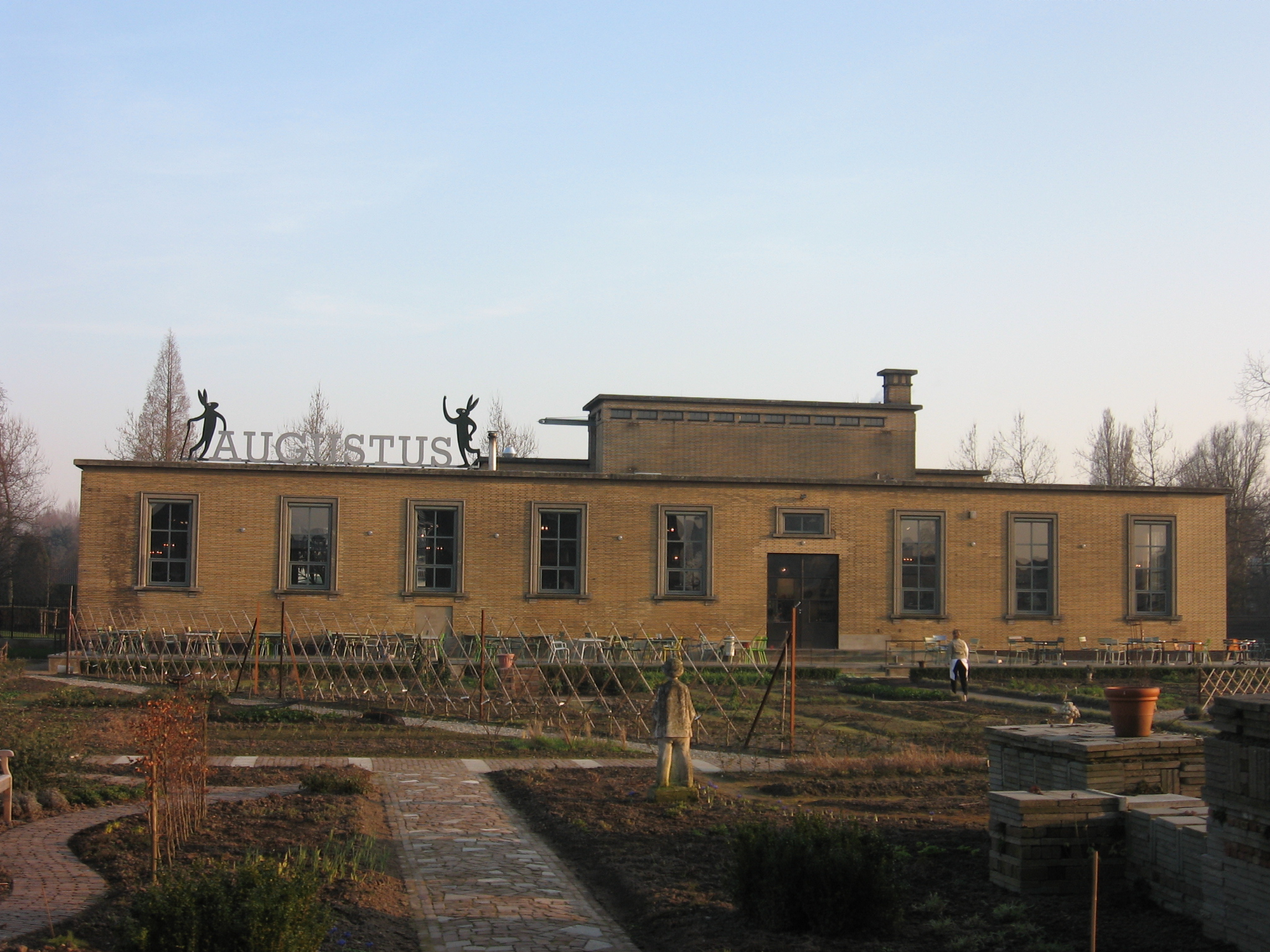
Voormalig pompgebouw (restaurant)